# Понтироси (Салерно)
Понтироси је насеље у Италији у округу Салерно, региону Кампанија.
Према процени из 2011. у насељу је живело 139 становника. Насеље се налази на надморској висини од 67 м.